# Språkråd
Lo Språkråd (in lingua norvegese, con articolo determinativo enclitico, Språkrådet), costituito nel 1972, è il corpo consultivo del Governo norvegese sulla lingua norvegese e sulla pianificazione linguistica, ed è subordinato al Ministero norvegese per la Cultura e la Religione. L'attuale direttore è Sylfest Lomheim.
Lo Språkråd patrocina iniziative atte a sviluppare la conoscenza e a proteggere la lingua norvegese e la sua storia; esprime pareri sull'uso della lingua norvegese nelle scuole e negli organi di informazione e governativi; propone misure legislative riguardanti la lingua norvegese.
La sua pubblicazione principale è lo "Språknytt" (Notizie sulla lingua).